# Stenoma caesia
Stenoma caesia es una especie de polilla del género Stenoma, orden Lepidoptera.
Fue descrita científicamente por Meyrick en 1915.

## Distribución
Se distribuye por Guayana británica.